# Histaspes
Histaspes (antic persa 𐎻𐏁𐎫𐎠𐎿𐎱, Vištāspa, ‘(El) que coneix els cavalls’; grec antic: Ὑστάσπης, Hustáspēs, llatí: Hystaspes) fou fill del rei Arsames dels perses i pare del futur rei Darios I el Gran i d'Artanes. Formava part de la casa reial persa dels Aquemènides, però ell mateix mai va portar el títol reial.
Va ser nomenat sàtrapa de Pàrtia potser el 530 aC sota Cambises II i probablement també sota Cir. Va acompanyar Cir en la seva expedició contra els massàgetes, però va ser enviat de nou a Persis perquè vigilés al seu fill gran Darios, de qui Cir, a causa d'un somni, sospitava que el podia trair.
A més de Darios (que després seria Darios I el Gran, Histaspes va tenir dos fills més, Artaban i Artafernes, segons Heròdot. Ammià Marcel·lí diu que era un dirigent dels mags de Pèrsia i explica una història sobre el seu viatge a l'Índia on va ser deixeble dels bramans.
El seu nom i el de Smerdis apareixen a la inscripció de Behistun.
Darios va posar a un fill seu el nom d'Histaspes (Histaspes (fill de Darios I)) segurament en honor seu.